# Dolichowithius vicinus
Dolichowithius vicinus es una especie de arácnido del orden Pseudoscorpionida de la familia Withiidae.

## Distribución geográfica
Se encuentra en Paraguay.